# Willy Cortois
Willy L. Cortois, né le 27 février 1941 à Vilvorde - mort le 21 mars 2018 à Jette, est un homme politique belge flamand, membre de VLD.
Il a été administrateur délégué d'une multinationale internationale commercialisant des cadeaux d'affaire (GEMACO NV), licencié en sciences économiques (VUB).
Chevalier de l'Ordre de Léopold.

## Carrière politique
- Premier échevin de Vilvorde de 1982 à 1994.
- Bourgmestre de Vilvorde de 1994 à 2000
- député belge du 31 juillet 1984 au 10 juin 2007, ancien questeur de la Chambre, ancien Vice-Président de la Chambre, ancien chef du groupe VLD et ancien secrétaire de la Chambre.

Sa fille Peggy est très connue pour son combat contre les nuisances des avions du fait de son rôle d'administratrice-déléguée au sein de l'association UBCNA (Union Belge Contre les Nuisances des Avions), et défend avec conviction un meilleur environnement pour tous les riverains de l'Aéroport de Bruxelles-National.